# كولن كوبر (لاعب اتحاد الرغبي)
كولن كوبر (بالإنجليزية: Colin Cooper)‏ هو لاعب اتحاد الرغبي نيوزيلندي، ولد في 22 فبراير 1959.